# Hariton Pushwagner

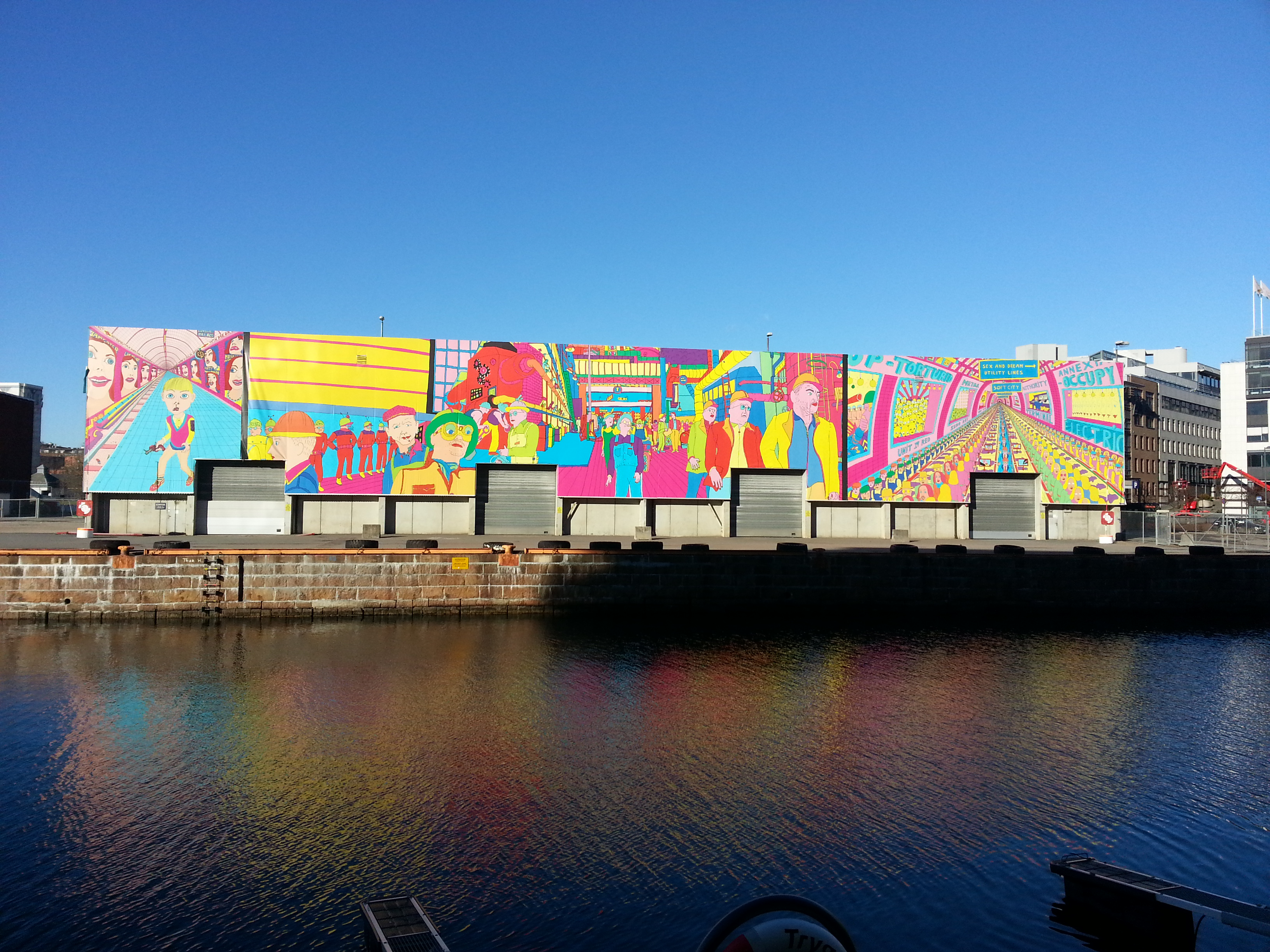
Edificio a Tjuvholmen, Oslo, decorato con dei disegni di Pushwagner. Da sinistra: “Subway Kid”, “The factory” e “Kings Cross”.

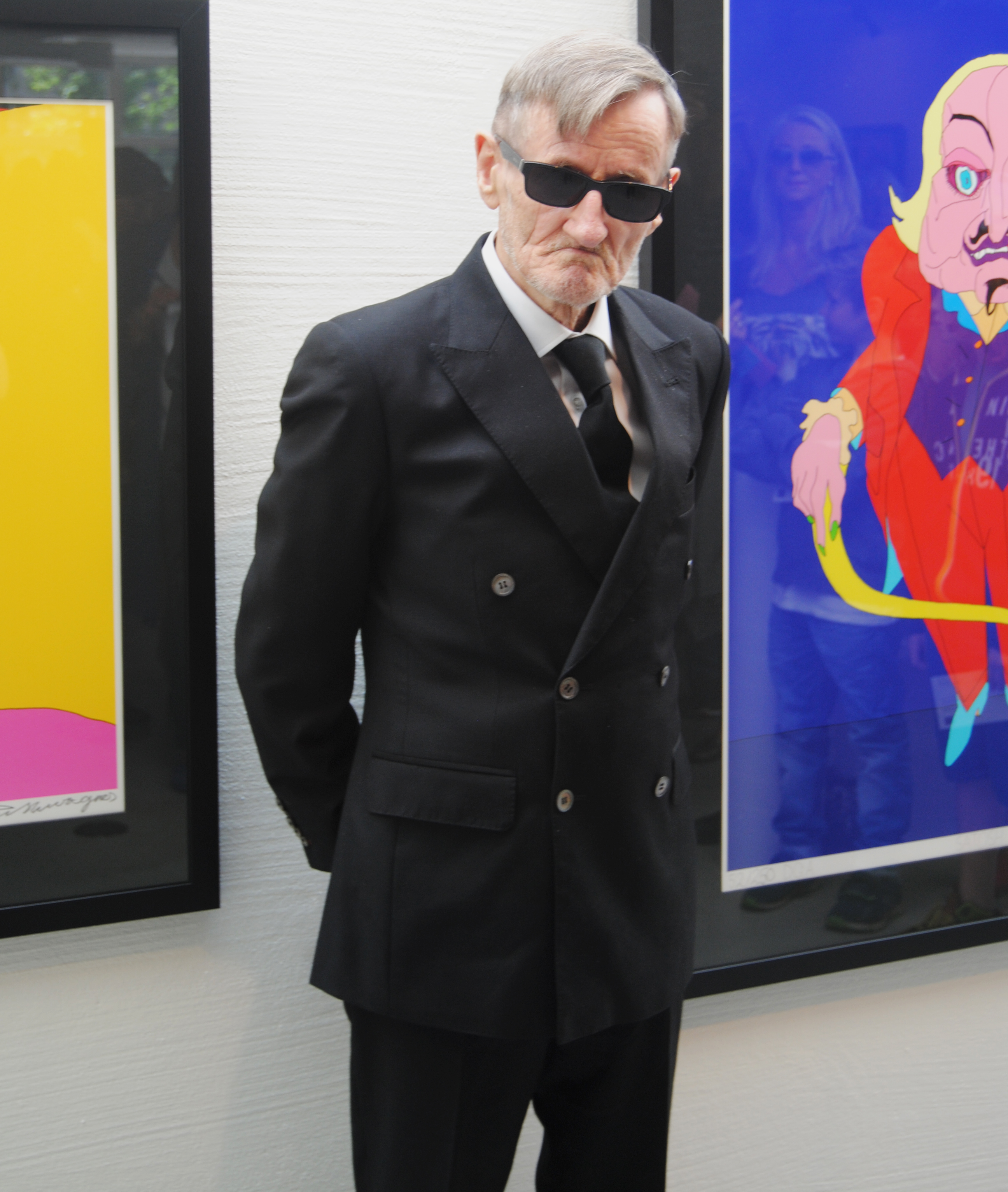
Pushwagner all'apertura della sua mostra a "Bærum Kunstforening" il 7 giugno 2014 a Sandvika

Hariton Pushwagner, pseudonimo di Terje Brofos (Oslo, 2 maggio 1940 – Oslo, 24 aprile 2018), è stato un pittore e grafico norvegese.

## Biografia
Pushwagner finisce la sua educazione presso la State's School of Art and Design of Oslo nel 1959. Lui ha ammesso di aver smesso di disegnare per un lungo periodo dopo i suoi studi e di aver faticato per molti anni prima di trovare un suo stile personale che lo soddisfacesse.
Pushwagner si è definito come uno studente spirituale dell'autore norvegese Axel Jensen, che ha incontrato nel 1968.. Lui ha illustrato il libro di Axel Jensen intitolato Og resten står skrivd i stjernene (Il resto sta scritto nelle stelle) del 1995.
Nel luglio 2012, la casa editrice londinese Art / Books pubblica un'estensione monografica del suo lavoro e nello stesso periodo espone alla galleria MK Gallery a Milton Keynes e poco dopo al Haugar Vestfold Kunstmuseum in Norvegia e il Museum Boijmans van Beuningen in Olanda.
La fama internazionale dell'artista è legata alla sua comic novel Soft City: una visione distopica del mondo in cui l'individuo vive in uno Stato di alienazione dovuto alla omologazione della società contemporanea.

## Educazione e formazione
- 1958-61, Norwegian National Academy of Craft and Art Industry, Oslo, Norvegia
- 1963-66, Norwegian National Academy of Fine Arts, Oslo, Norvegia
- 1970-80, Studi, Londra, Regno Unito e Stoccolma, Svezia
- 1988-89, Studi, New York City, Stati Uniti d'America
- 1991-92, Cité internationale des Arts, Parigi, Francia[9]